# Орськ (корабель)
Орськ (рос. Орск; до 20 жовтня 2002 року — «БДК-69») — радянський та російський великий десантний корабель проєкту 1171. Побудований у 1967—1968 роках.

## Історія
Корабель закладений у Калінінграді на суднобудівному заводі «Янтар» 30 серпня 1967 року під найменуванням «БДК-69», спущений на воду 29 лютого 1968 року, увійшов до складу радянського флоту 5 грудня 1968 року. 20 жовтня 2002 року отримав назву «Орськ».
За час служби у військово-морському флоті СРСР виконав 11 бойових завдань, взяв участь у навчаннях «Океан», «Південь-71», «Крим-79», «Захід-81», «Щит-83», ніс службу в районі військових конфліктів на Близькому Сході, де Радянський Союз мав свої геополітичні інтереси.
Після розпаду СРСР «Орськ» брав участь в абхазькій війні, допомагаючи Збройним силам Росії окупувати територію Грузії (офіційно заявлялося лише про «евакуацію біженців із зони конфлікту»). Згодом виконав декілька рейсів з перевезення озброєння та техніки контингенту Групи російських військ у Закавказзі.
У 2014—2017 роках перебував на ремонті на судноремонтному заводі у Севастополі.

### Російсько-українська війна
Корабель брав участь в окупації Криму, а його командир Сергій Скворцов був нагороджений медаллю «За повернення Криму».
Після масового вторгнення російських військ в Україну у 2022 році брав участь у блокуванні українських портів на Азовському морі. 21 березня він привіз до захопленого окупантами Бердянська військову техніку, зокрема, БТРи. «Орськ» став першим російським військовим кораблем, який зайшов у порт Бердянська. За заявою військово-морського флоту РФ, «прибуття великого десантного корабля до порту Бердянськ — це справді епохальна подія, яка відкриває можливості для Чорноморського флоту у логістичних питаннях».

Знищення корабля ракетним ударом

24 березня 2022 року у ЗМІ з'явилася інформація, що «Орськ» було знищено ракетним ударом у порту Бердянська. Проте згодом з'ясувалося, що був знищений великий десантний корабель «Саратов», а «Орськ» вийшов з порту напередодні. Під час атаки було знищено також цистерни з пальним та склад боєприпасів у порту. Також від ракетного удару десантні кораблі «Куніков» та «Новочеркаськ» отримали пошкодження та втрати серед екіпажів (11 поранених, 3 загиблих).